# トゲバンレイシ
トゲバンレイシ（刺蕃茘枝、学名: Annona muricata）は、バンレイシ科バンレイシ属に属する植物の1種である。英名（soursop）に基づいて、サワーソップやシャシャップ、ササップともよばれる。常緑性の小高木であり、多数の雌しべに由来する集合果は大きく、表面に柔らかいトゲが多数生えている（図1）。この果実は、熱帯域で広く食用とされている。中米から南米北部原産であると考えられているが、熱帯アフリカ、南アジアから東南アジア、オーストラリア、太平洋諸島など世界中の熱帯域で栽培されている。

## 特徴
常緑性の小高木であり、大きなものは高さ10メートル (m) ほどになる（下図2a）。低温や乾燥によって落葉することがある。若い枝は褐色毛をもつ。葉は2列互生、葉柄は太く長さ5-8ミリメートル (mm)、葉身は狭倒卵形から狭楕円形、6.5-20 × 2.5-6.5センチメートル (cm)、先端は鋭形から鈍形、基部は鋭形から円形、表面（向軸面）は濃緑色で光沢があり無毛、裏面（背軸面）も無毛、葉脈は羽状で側脈は8-13対。葉を折ると強い匂いがする（下図2b）。
花は葉に対生し、単生または束生、ときに幹生する（下図3a, b）。花柄は長さ 5-25 mm、直径 2-2.5 mm、小苞がある（下図3b）。花は直径約 3.8 cm。萼片は3枚、弁状、広三角形、長さ 3–4 mm、幅 5–6 mm、厚く先は鋭く、外面に軟毛が生えている。花弁は6枚、3枚ずつ2輪、厚く肉質で無毛、黄緑色から黄色、外花弁はおよそ 25-50 × 2-4 mm、広三角形、先端は鋭形から鈍形、内花弁は 20-40 × 15-35 mm、卵形から楕円形、先端は鈍形、外花弁より薄い（下図3）。雄しべは多数が密生し、長さ 4-5 mm、直径 1 mm、花糸は肉質で先端が棍棒状（下図3c）。雌しべは多数が密生し、長さ約 5 mm、幅 8 mm、広円錐形、ビロード状（下図3c）。
多数の雌しべに由来する果実が密着した集合果を形成し、集合果は心形から楕円形、10-35 × 7-15 cm、緑色、表面には長さ 2-3 mm で湾曲した円錐形の柔軟な棘が規則的に生えている（図4）。受精できなかった雌しべは発達しないので集合果は不規則に湾曲することがある。果柄は木質で長さ 3-6 cm。果実を割ると、それぞれの雌しべに由来する部分に分離しやすい。果肉は白く柔軟、綿のような繊維があり、多数の種子を含む（図4c）。種子は淡褐色から暗褐色、13-17 × 9-10 mm、楕円形で扁平、縁の隆起が低い。胚乳に錯道がある。染色体数は 2n = 14。

## 分布・生態
中央アメリカから南アメリカ北部原産であると考えられているが、古くから植栽されており、正確な原産地は明らかではない。西インド諸島や北アメリカ、アフリカ、南アジアから東南アジア、オーストラリア、太平洋諸島などで栽培されており、逸出野生化していることもある。
低地の熱帯雨林に生育する。基本的に1年中果実をつけるが、夏から初秋にピークがあり、ときに初春に第2のピークがある。石垣島での花期は3-6月と9-10月、果期は6-7月と1-2月とされる。
花の匂いに誘引された小さな昆虫によって送粉されるが、結実率は低い。特にケシキスイ科（Carpophilus, Carpophilus）が重要な送粉者であると考えられているが、その存在が結実に有為な影響を与えなかったとする報告もある。
果実はさまざまな哺乳類によって食べられ、種子散布される。

## 人間との関わり

### 栽培
トゲバンレイシの果実は食用とされており、世界中の熱帯域で広く栽培されている。トゲバンレイシは、人間によって新世界から旧世界へ初めて移入された熱帯作物の1つとされる。果実生産は多くはなく、1本の木あたり1年に1-20個（それぞれ重さは平均1キログラム以上）である。栽培においては、人工授粉することで結実が良好になり、果実の形が整う。
トゲバンレイシは、種子によって増やす。種子の発芽能はすぐに低下するため（6ヶ月）、果実から収穫した後に早く播種する必要がある。新しい種子であれば、発芽率は85-90%に達する。
病虫害としては炭疽病（Colletrotrichia）、青枯病（Pseudomonas）、黒斑病（Phytophthora）、白斑病（Cercospora）、果実腐敗（Gliocladium）、さび病（Phakopsora）、コバチ（Bephrata, Bephratelloides）、ガ（Cerconota, Thecla）、カメムシ（Amblypelta）、ミバエ、カイガラムシ、ハダニなどが知られている。
トゲバンレイシの大きな果実と酸味、チェリモヤの芳香と甘みを組み合わせた品種作出のため両種の交雑が行われているが、トゲバンレイシとチェリモヤ、またはバンレイシやギュウシンリなどとの交雑はいずれも成功していない（2008年現在）。これは、トゲバンレイシが、食用となるバンレイシ属の他種と遺伝的に遠縁であるためであると考えられている。
インドネシアやフィリピンでは、酸味が強い系統と甘みが強い系統が存在し、後者は種子が少ない。

### 食用
収穫された果実は3-5日後に完熟し、冷蔵でもその後2-3日しか保存できない。また果皮は柔らかく、傷つきやすい。これらの理由のため、トゲバンレイシの利用はふつう産地周辺に限られ、また大規模な産業とはなっていない。
トゲバンレイシの香りは、「イチゴとパイナップルの組み合わせに、バナナやココナッツを思わせる下にあるクリーミーな香りと対照的な酸っぱい柑橘系の香りが加わった物」と表現されることがある。甘味とさわやかな酸味があり、果汁が非常に多い。サワーソップ（soursop）の名は、酸味があることに由来する。そのまま生食、または加工してシャーベット、アイスクリーム、ゼリー、ジャム、清涼飲料や発酵飲料とされる（下図5）。インドネシアでは、果肉を煮て砂糖と混ぜて甘いケーキ（dodol sirsak）とする。フィリピンでは、若い果物を野菜として利用することがある。

### 薬用
トゲバンレイシの種子や葉、樹皮、花、果実は民間薬として利用されることがある。インド、ジャマイカ、ハイチ、ブラジル、ペルーなどでは、発熱、咳、神経過敏、潰瘍、傷、腎臓症、痙攣に対して用いられ、また寄生虫駆除剤や強壮剤、中絶薬とされることがある。また種子は殺虫剤、収斂剤、魚毒として用いられることもある。

### 健康へのリスク
トゲバンレイシなどバンレイシ科の植物はアセトゲニンの1種であるアンノナシンやイソキノリンアルカロイドを含んでおり、これが人間の健康に悪影響を与える可能性がある。西インド諸島の一部では非定型パーキンソン症候群が頻発することが知られているが、これがトゲバンレイシの摂取と関係がある可能性が示されている。
英国がん研究所によれば、トゲバンレイシはTriamazonという商品名で売られている未認可ハーブ薬の成分である。Triamazonは医薬品として認可されておらず、あるイギリスの業者は、その製品を販売したことで、未認可医薬品の販売など4つの訴因で有罪判決を受けた。

### 名称
トゲバンレイシは、英名（soursop）に基づいてサワーソップやシャシャップ、ササップとよばれることがある。その他に英名では graviola や prickly custard apple ともよばれる。
スペイン語では guanábana、guanabana、guanábano、sapote agrio、ポルトガル語（ブラジル）では graviola、フランス語では corossolier、フィリピン語ではguayabano、インドネシア語では sirsak、nangka seberang、nangka belanda などとよばれる。これらの現地名に基づいて、日本語でグアナバナ、グラビオラ、グラヴィオーラ、グヤバノ、シルサックなどと表記されることもある。またマレーシア語での durian belanda に基づいてオランダドリアンともよばれる。

## ギャラリー

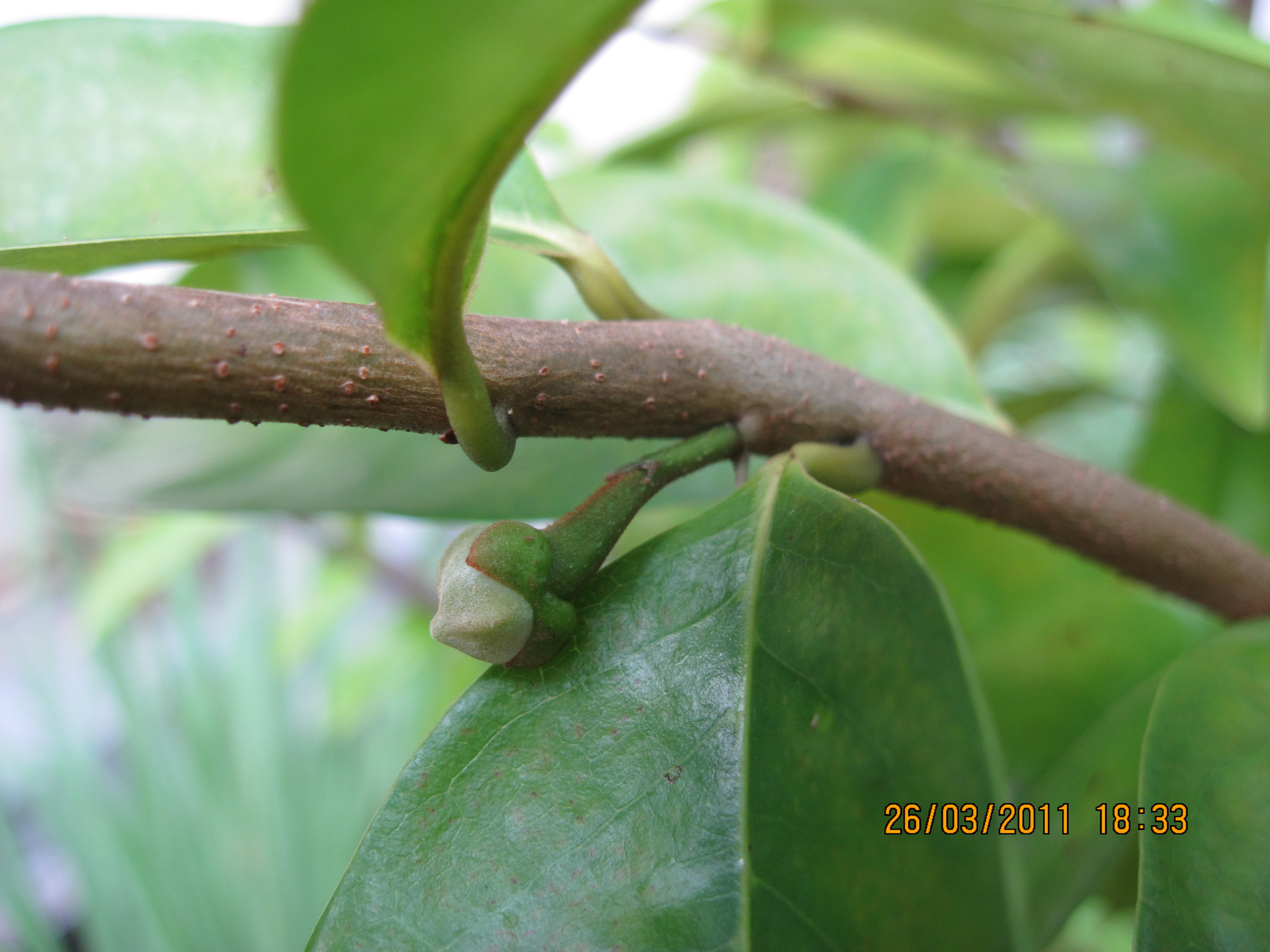
つぼみ（萼が見える）
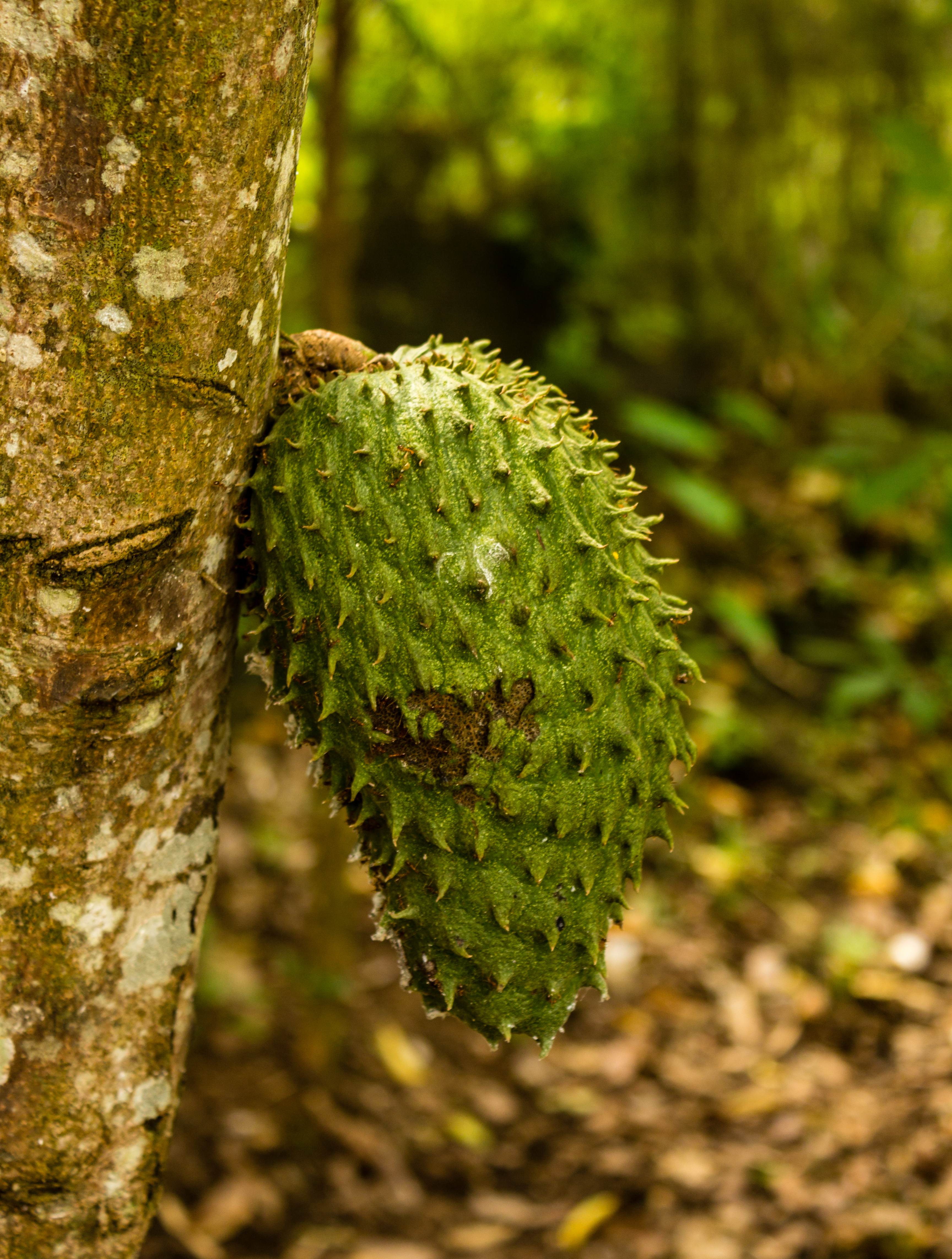
幹生花に由来する果実
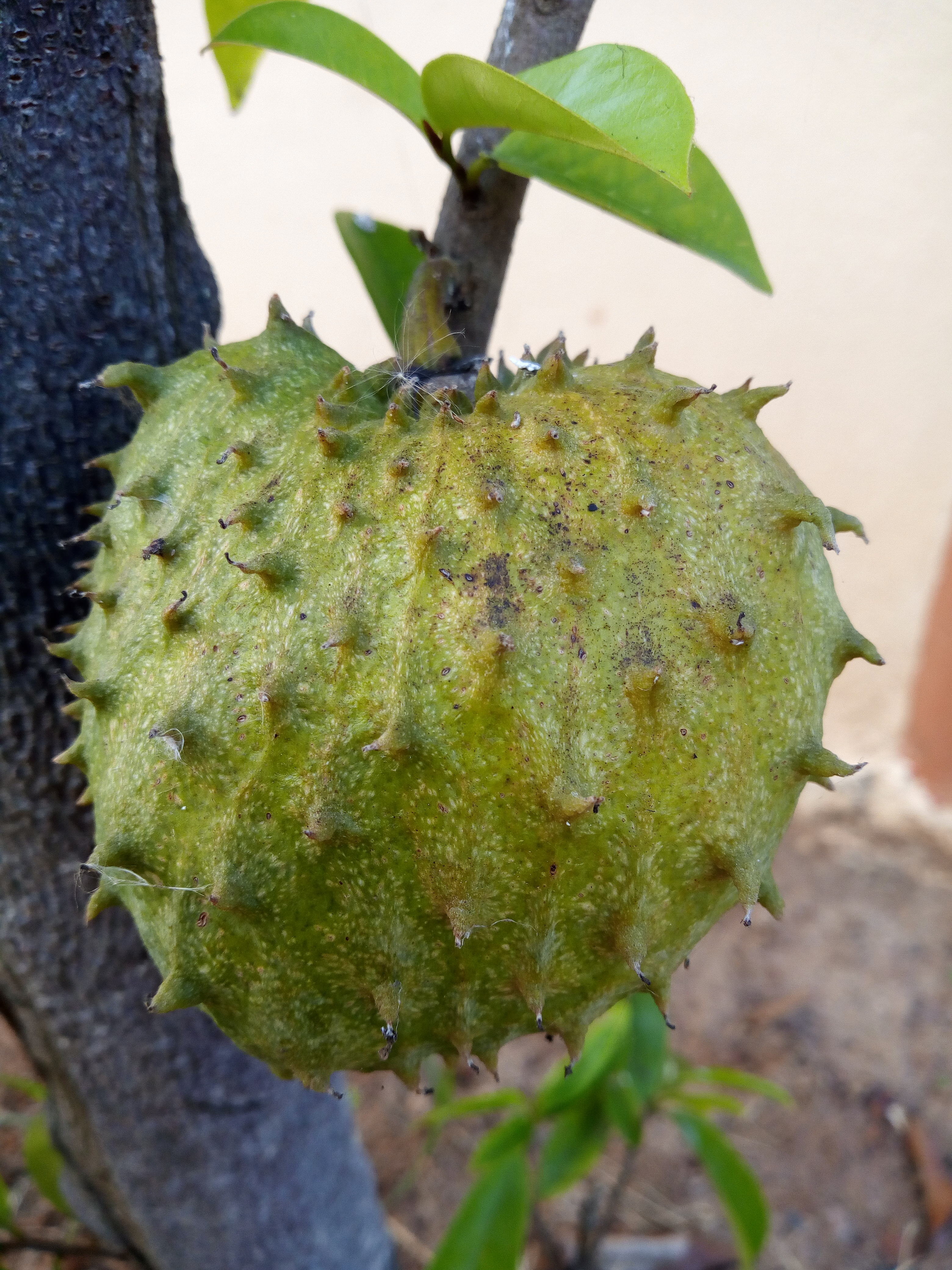
果実
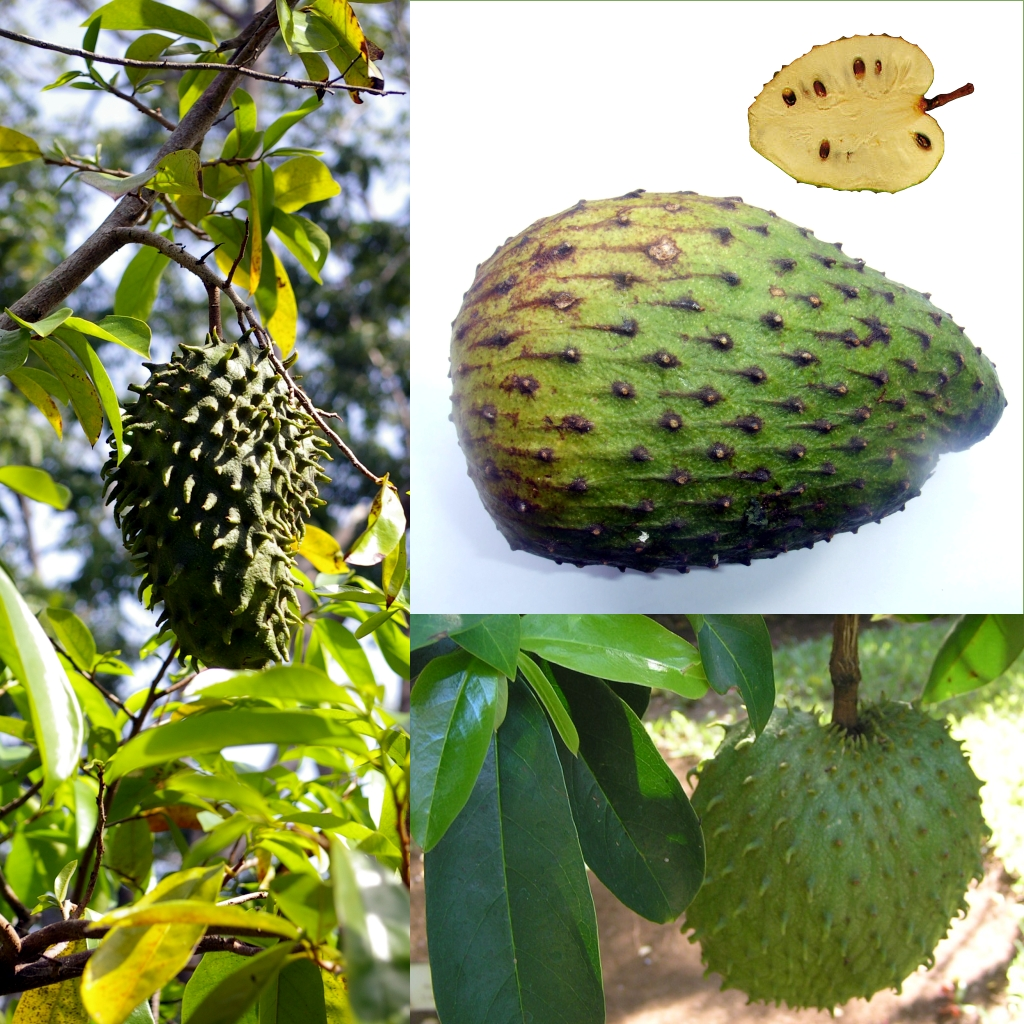
果実
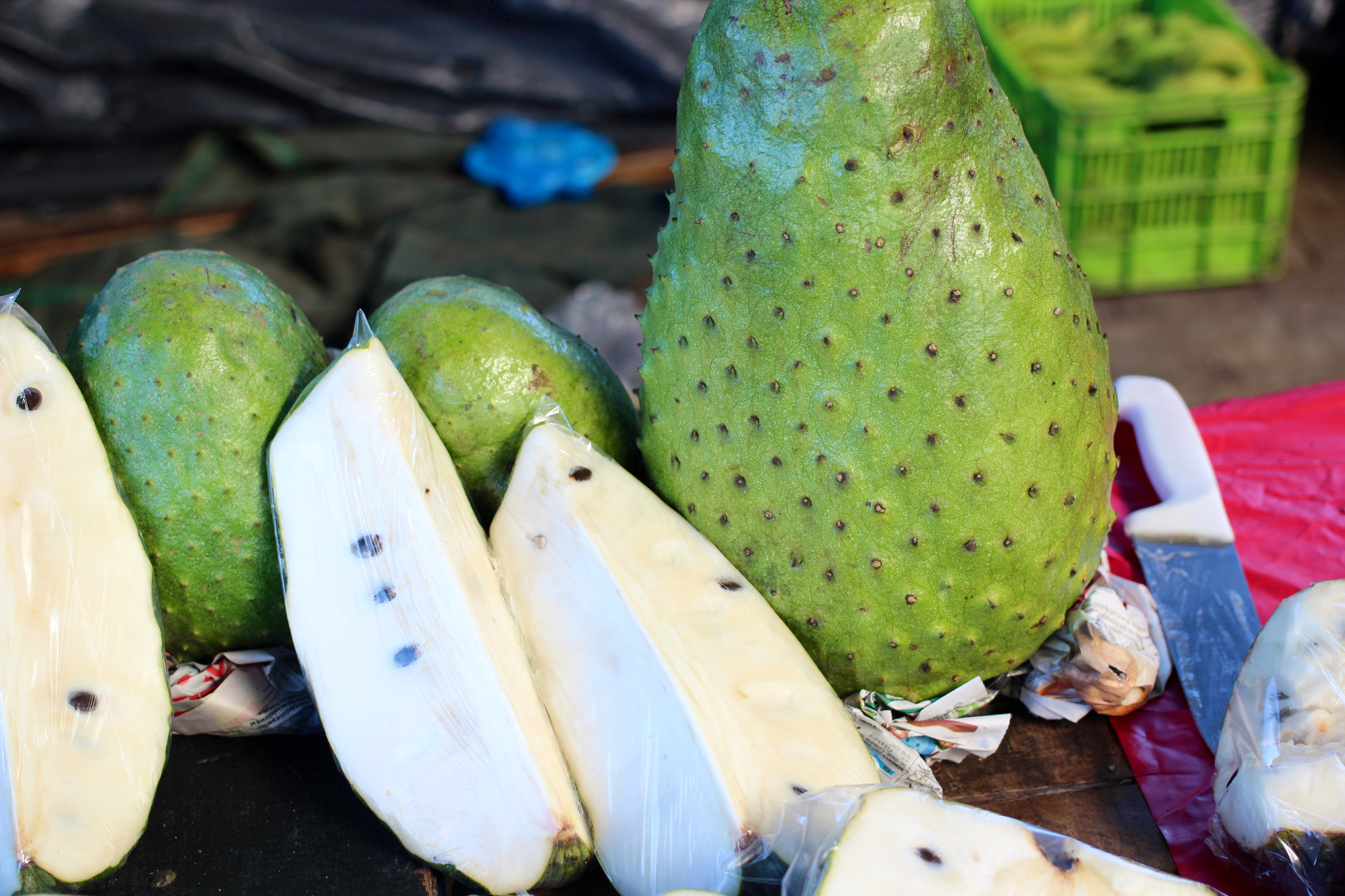
果実

## 関連事項
- バンレイシ属: バンレイシ（サワーソップ）、チェリモヤ、アテモヤ、ギュウシンリ（狭義のカスタードアップル）